# استودیو بند
استودیو بند (به انگلیسی: Bend Studio) یک استودیوی توسعه‌دهنده بازی‌های ویدئویی می‌باشد که در سال ۱۹۹۳ در بند، اورگن تأسیس شد. این استودیو در سال ۲۰۰۰ توسط سونی خریداری شد و اکنون یکی از استودیوهای پلی‌استیشن می‌باشد. این استودیو برای توسعه مجموعه سایفون فیلتر و بازی دیز گان شناخته می‌شود. همچنین بازی آنچارتد: ژرفای طلایی توسط این استودیو و زیرنظر ناتی داگ برای پلی‌استیشن ویتا ساخته شد.

## بازی‌ها
| سال  | بازی                      | سکو(ها)                       |
| ---- | ------------------------- | ----------------------------- |
| ۱۹۹۶ | بابزی ۳D                  | پلی‌استیشن                     |
| ۱۹۹۹ | سایفون فیلتر              | پلی‌استیشن                     |
| ۲۰۰۰ | سایفون فیلتر ۲            | پلی‌استیشن                     |
| ۲۰۰۱ | سایفون فیلتر ۳            | پلی‌استیشن                     |
| ۲۰۰۴ | سایفون فیلتر: نژاد امگا   | پلی‌استیشن ۲                   |
| ۲۰۰۶ | سایفون فیلتر: آیینه تاریک | پلی‌استیشن همراه پلی‌استیشن ۲   |
| ۲۰۰۷ | سایفون فیلتر: سایه لوگان  | پلی‌استیشن همراه پلی‌استیشن ۲   |
| ۲۰۰۹ | رزیستنس: مجازات           | پلی‌استیشن همراه               |
| ۲۰۱۱ | آنچارتد: ژرفای طلایی      | پلی‌استیشن ویتا                |
| ۲۰۱۲ | آنچارتد: نبرد برای ثروت   | پلی‌استیشن ویتا                |
| ۲۰۱۹ | دیز گان                   | پلی‌استیشن ۴ مایکروسافت ویندوز |